# Список акронімів хімічних речовин
Список акронімів хімічних речовин:
- АБК — Абсцизова кислота
- АДФ — Аденозиндифосфат
- АЗТ — Азидотимідин
- АЛТ — Аланінамінотрансфераза
- АМФ — Аденозинмонофосфат
- АпоЕ — Аполіпопротеїн E
- АПФ — Ангіотензинперетворювальний фермент
- АСТ — Аспартатамінотрансфераза
- АТФ — Аденозинтрифосфат
- ГАМК — Гамма-аміномасляна кислота
- ГДФ — Гуанозиндифосфат
- ГМТД — Гексаметилентрипероксиддіамін
- ГТФ — Гуанозинтрифосфат
- ДДТ — Дихлордифенілтрихлорметилмет
- ДЕПК — Діетилпірокарбонат
- ДМСО — Диметилсульфоксид
- ДМФА — Диметилформамід
- ДНК — Дезоксирибонуклеїнова кислота
- ІПТГ — Ізопропіл-β-D-1-тіогалактопіранозид
- кДНК — Комплементарна Дезоксирибонуклеїнова кислота
- КФК — Креатинфосфокіназа
- ЛГ — Лютеїнізуючий гормон
- ЛДГ — Лактатдегідрогеназа
- ЛСД (англ. LSD: Lysergic acid diethylamide) — Диетиламід лізергінової кислоти, галюциногенна речовина
- МтДНК — Мітохондріальна дезоксирибонуклеїнова кислота
- НАД — Нікотинамідаденіндинуклеотид
- НДМГ — Несиметричний диметилгідразин
- ПАСК — Парааміносаліцилова кислота
- ПВА — Полівінілацетат
- ПЕТ — Поліетилентерефталат
- РДНК — Рибосомна дезоксирибонуклеїнова кислота
- РНК — Рибонуклеїнова кислота
- РРНК — Рибосомна рибонуклеїнова кислота
- ТГФ — Тетрагідрофуран
- ТЕН — Тетранітропентаеритрит
- ТНРС — Тринітрорезорцинат свинцю
- ТНТ — Тринітротолуол
- ТРНК — Транспортна рибонуклеїнова кислота
- ТТГ — Тиреотропний гормон
- ФАД — Флавінаденіндинуклеотид
- ФМН — Флавінмононуклеотид
- ФСГ — Фолікулостимулюючий гормон
- ХГЛ — Хоріонічний гонадотропін людини
- ЦАМФ — Циклічний аденозинмонофосфат